# 郑清之墓
郑清之墓，位于中国广东省潮州市饶平县海山镇，为饶平县文物保护单位，类型为古墓葬，公布时间为1992年9月。
郑清之墓的历史年代为宋代。